# Видраниця
Видра́ниця — село в Україні, у Забродівській сільській громаді Ковельського району Волинської області. Розташоване за 6 км від селища Ратне і за 30 км від залізничної станції Заболоття. Через село проходить автомагістраль Київ — Брест. Населення становить 1553 осіб.

## Географія
Село розташоване на правому березі річки Вижівки.

## Історія
У 1906 році село Гірниківської волості Ковельського повіту Волинської губернії. Відстань від повітового міста 42 верст, від волості 14. Дворів 264, мешканців 1710.
У період окупації села панською Польщею 93 сім'ї виїхали за океан, шукаючи роботи і кращої долі. Під час Німецько-радянської війни в селі базувався партизанський загін Рудича. З грудня 1943 року до приходу Червоної Армії (22 березня 1944 року) село утримували партизани. За післявоєнні роки побудовано 189 нових житлових будинків. За часів СРСР місцевий колгосп «Прогрес» мав 4348 га землі, у тому числі 894 га орної. Основними галузями господарства були рільництво і м'ясо-молочне тваринництво. Артіль посідала одне з перших місць у районі по виробництву зернових, картоплі і м'яса.
До 9 жовтня 2016 року — адміністративний центр Видраницької сільської ради Ратнівського району Волинської області.
19 липня 2020 року, в результаті адміністративно-територіальної реформи та ліквідації Ратнівського району, село увійшло до новоутвореного Ковельського району.

## Населення
Згідно з переписом УРСР 1989 року чисельність наявного населення села становила 1440 осіб, з яких 719 чоловіків та 721 жінка.
За переписом населення України 2001 року в селі мешкало 1547 осіб.

### Мова
Розподіл населення за рідною мовою за даними перепису 2001 року:
| Мова       | Відсоток |
| ---------- | -------- |
| українська | 99,61 %  |
| російська  | 0,32 %   |
| білоруська | 0,06 %   |

## Сучасність
В селі є середня школа на 300 місць, дитсадок, церква, бібліотека, клуб.